# Ферри I (граф Водемон)
Ферри (или Фридрих) Лотарингский (фр. Ferry de Lorraine; 1368 — 25 октября 1415, при Азенкуре, Королевство Франция) — сеньор де Рюминьи, де Мартиньи, де Обантон и де Бове из Лотарингского дома, с 1393 года благодаря браку также граф Водемона и сир де Жуанвиль.

## Биография
Ферри был вторым сыном герцога Жана I Лотарингского и Софии Вюртембергской. После смерти отца в 1390 году он получил ряд сеньорий в качестве апанажа, а в результате женитьбы на последней представительнице дома де Жуанвиль приобрёл ещё и графство Водемон.
В 1400 году Ферри Лотарингский в союзе со своим старшим братом Карлом воевал с епископом Туля. В дальнейшем он был союзником бургиньонов в их борьбе с Людовиком Орлеанским. В 1409 году граф Ферри совершил паломничество в Святую землю, позже вошёл в число советников короля Франции Карла VI. Он погиб в сражении при Азенкуре в 1415 году, сражаясь в рядах французской армии.
Семья
В 1379 году велись переговоры о браке между Ферри (ему тогда было 11 лет) и дочерью Роберта Барского Марией, но они ни к чему не привели. В 1393 году Ферри Лотарингский женился на Маргарите де Жуанвиль, дочери Анри V, графа Водемона и сира де Жуанвиль, и Марии Люксембургской. В этом браке родились трое детей:
- Елизавета (около 1395—1456), жена Филиппа I Нассау-Саарбрюккенского;
- Антуан (около 1400—1458), граф Водемон[3];
- Маргарита, жена Тибо II де Бламона.